# ウォルト・ディズニー・トラベル・カンパニー
ウォルト・ディズニー・トラベル・カンパニー(Walt Disney Travel Company)はウォルト・ディズニー・カンパニー（ディズニー・エクスペリエンス）傘下で、ウォルト・ディズニー・ワールド・リゾートの土地、ディズニーパークでのサービスを行っている会社である。

## 土地所有
ウォルト・ディズニー・トラベル・カンパニーとともに、他にはウォルト・ディズニー・ワールド・カンパニー、ウォルト・ディズニー・ワールド・ホスピタリティ・アンド・レクリエーション・コーポレーションはウォルト・ディズニー・ワールド・リゾート内の土地を所有している。
ウォルト・ディズニー・カンパニー（ディズニー・エクスペリエンス）の完全所有子会社である。

## 社名変更
ウォルト・ディズニー・ワールド・リゾートの一部を所有するために、1968年以前に設立された。当時はサンタローザランド・カンパニーとなっていた。
1973年8月16日に社名をウォルト・ディズニー・トラベル・カンパニーに社名変更変更した。

## サービス
2014年4月、CEOのランディ・ガーフィールドは退職し、その後ケネス・スベンセンが引き続く形となった。
ウォルト・ディズニー・トラベル・カンパニーには2つのメインオフィスがあり、宿泊先、チケット、航空運賃、その他の旅行商品の予約に関するヘルプを得ることもできる。

### ディズニーランド・リゾート・トラベル・セールス・センター
ディズニーランド・リゾートがあるカリフォルニア州アナハイムにあり。ゲストがディズニーランドとディズニー・カリフォルニア・アドベンチャーのチケットを予約するのに役立ちます。また、ディズニー・グランド・カリフォルニアン・ホテル＆スパ、ディズニーランド・ホテル、ディズニー・パラダイス・ピア・ホテル、およびロサンゼルスやサンディエゴを含む南カリフォルニアのホテルの大規模なグループとも連携をとっている。

### その他
アウラニ・ディズニー・リゾート&スパ・コオリナ・ハワイとの連携も行っている。

## 所有してる土地

### ディズニーパーク
- マジック・キングダム
- エプコット
- ディズニー・ハリウッド・スタジオ
- ディズニー・アニマル・キングダム

### ディズニーウォーターパーク
- ディズニー・タイフーン・ラグーン
- ディズニー・ブリザード・ビーチ

閉鎖となった施設
- ディズニー・リバー・カントリー - 採算性の問題のため、2001年に閉鎖。

### スポーツ施設
- ESPNワイド・ワールド・オブ・スポーツ・コンプレックス
- ゴルフコース

### 生涯学習施設
- ディズニー・インスティチュート

### 商業施設
- ディズニー・ボードウォーク
- ディズニー・スプリングス
  - シルク・ドゥ・ソレイユ・シアター（ラ・ヌーバ）

### 交通機関
- ウォルト・ディズニー・ワールド・モノレール・システム - モノレール。

## 姉妹会社
- ウォルト・ディズニー・ワールド・ホスピタリティ・アンド・レクリエーション・コーポレーション
- ウォルト・ディズニー・ワールド・カンパニー